# NHK太田テレビ中継局
NHK太田テレビ中継局（エヌエチケイおおたテレビちゅうけいきょく）は、新潟県長岡市にあるNHK新潟放送局のテレビ中継局である。

## 概要
- 当中継局は、長岡市の蓬平町にあり周辺地域に電波を発射している。
- 地上デジタル放送は、非該当の為、2011年7月24日廃局。地上デジタル放送は新潟局を受信することとなる。

## 中継局概要
| 放送局名          | テレビチャンネル | 空中線電力        | ERP               | 放送対象地域 | 放送区域内世帯数 |
| NHK新潟総合テレビ | 47ch             | 映像3W/ 音声750mW | 映像15W/ 音声3.8W | 新潟県       | 約-世帯          |
| NHK新潟教育テレビ | 49ch             | 映像3W/ 音声750mW | 映像15W/ 音声3.8W | 全国         | 約-世帯          |

### 偏波面
- 水平偏波

## 中継局置局住所
- 長岡市蓬平町（猿倉岳中腹）